# بطولة العالم لسباقات فورمولا 1 موسم 1971
بطولة العالم لسباقات فورمولا 1 موسم 1971 عقدت في سنة 1971 م، وفاز بها جاكي ستيوارت (بالإنجليزية: Jackie Stewart)‏ من فريق تايرل (بالإنجليزية: Tyrrell)‏ بسيارته الكوزوورث (فورد). جاكي ستيوارت الذي بدأ السباق في الخط رقم 6 حصل على أفضل توقيت في الجولة 3 من السباق في أسرع لفة له. هذا السائق في المجموع حصد 62 نقطة.

## الوصلات الخارجية
- الموقع الرسمي للفورمولا 1